# Episodi di The Big Bang Theory (prima stagione)
La prima stagione della sitcom The Big Bang Theory è stata trasmessa dal 24 settembre 2007 al 19 maggio 2008 dal network statunitense CBS.
In Italia, la prima stagione è stata trasmessa in prima visione assoluta dal 19 gennaio al 29 agosto 2008 su Steel, canale a pagamento della piattaforma Mediaset Premium. In chiaro, la prima stagione è stata trasmessa dal 20 settembre al 12 ottobre 2010 su Italia 1.
| nº | Titolo originale                   | Titolo italiano                            | Prima TV USA      | Prima TV Italia |
| -- | ---------------------------------- | ------------------------------------------ | ----------------- | --------------- |
| 1  | Pilot                              | Pilota                                     | 24 settembre 2007 | 19 gennaio 2008 |
| 2  | The Big Bran Hypothesis            | L'ipotesi del cervellone                   | 1º ottobre 2007   | 19 gennaio 2008 |
| 3  | The Fuzzy Boots Corollary          | Il corollario del gatto                    | 8 ottobre 2007    | 19 gennaio 2008 |
| 4  | The Luminous Fish Effect           | L'effetto del pesce fluorescente           | 15 ottobre 2007   | 19 gennaio 2008 |
| 5  | The Hamburger Postulate            | Il postulato dell'hamburger                | 22 ottobre 2007   | 22 agosto 2008  |
| 6  | The Middle-Earth Paradigm          | Il paradigma della Terra di Mezzo          | 29 ottobre 2007   | 22 agosto 2008  |
| 7  | The Dumpling Paradox               | Il paradosso del raviolo a vapore          | 5 novembre 2007   | 25 agosto 2008  |
| 8  | The Grasshopper Experiment         | L'esperimento del cocktail                 | 12 novembre 2007  | 25 agosto 2008  |
| 9  | The Cooper-Hofstadter Polarization | La polarizzazione di Cooper e Hofstadter   | 17 marzo 2008     | 26 agosto 2008  |
| 10 | The Loobenfeld Decay               | La decadenza di Loobenfeld                 | 24 marzo 2008     | 26 agosto 2008  |
| 11 | The Pancake Batter Anomaly         | L'anomalia della pastella per le frittelle | 31 marzo 2008     | 27 agosto 2008  |
| 12 | The Jerusalem Duality              | La città replicata                         | 14 aprile 2008    | 27 agosto 2008  |
| 13 | The Bat Jar Conjecture             | La congettura della bat-biscottiera        | 21 aprile 2008    | 28 agosto 2008  |
| 14 | The Nerdvana Annihilation          | La macchina del tempo                      | 28 aprile 2008    | 28 agosto 2008  |
| 15 | The Pork Chop Indeterminacy        | Il fattore sorella gemella                 | 5 maggio 2008     | 29 agosto 2008  |
| 16 | The Peanut Reaction                | La reazione alle arachidi                  | 12 maggio 2008    | 29 agosto 2008  |
| 17 | The Tangerine Factor               | Il fattore mandarino                       | 19 maggio 2008    | 29 agosto 2008  |

## Pilota
- Titolo originale: Pilot
- Diretto da: James Burrows
- Scritto da: Chuck Lorre e Bill Prady

### Trama
Dopo una visita senza successo alla banca del seme per geni, Leonard e Sheldon tornano a casa e fanno la conoscenza di Penny, la loro nuova vicina, che si è trasferita dall'altra parte del pianerottolo. Leonard si sente immediatamente attratto da lei, mentre Sheldon pensa che il suo amico stia inseguendo un sogno che non potrà mai realizzare. Più tardi Leonard invita Penny nel suo appartamento (condiviso con Sheldon), dove incontra i loro amici Howard, un aspirante playboy che vive ancora con la madre, e Raj, così timido che non riesce a parlare alle donne. Leonard è così infatuato di Penny che, dopo averle lasciato usare la doccia, accetta di andare a recuperare la sua TV dal suo ex fidanzato Kurt. Tuttavia, la superiorità fisica di Kurt sovrasta il QI 360 combinato di Leonard e Sheldon, che ritornano a mani vuote e senza pantaloni. Sentendosi male per loro, Penny si offre di portare i ragazzi a cena, in quello che è l'inizio di una nuova amicizia.
- Guest star: Vernee Watson (Althea), Brian Patrick Wade (Kurt)

## L'ipotesi del cervellone
- Titolo originale: The Big Brain Hypothesis
- Diretto da: Mark Cendrowski
- Scritto da: Chuck Lorre e Bill Prady (soggetto); Robert Cohen e David Goetsch (sceneggiatura)

### Trama
Quando Sheldon e Leonard vanno da Penny a consegnarle un pacco di mobili componibili, Sheldon rimane profondamente turbato nel vedere quanto appaia disordinato e disorganizzato l'appartamento della ragazza. Più tardi quella notte, mentre Penny sta dormendo, Sheldon si intrufola nel suo appartamento per pulirlo e riordinarlo; Leonard lo scopre e a malincuore lo aiuta. La mattina successiva Penny realizza quello che è successo e si arrabbia, Sheldon prova a scusarsi con lei ma senza successo. Più tardi Penny incontra Raj e chiacchiera con lui, rendendosi conto che i ragazzi stavano solo cercando di aiutarla. Leonard si scusa con Penny, spingendola ad abbracciarlo e perdonarlo.

## Il corollario del gatto
- Titolo originale: The Fuzzy Boots Corollary
- Diretto da: Mark Cendrowski
- Scritto da: Chuck Lorre (soggetto); Steven Molaro e Bill Prady (sceneggiatura)

### Trama
Quando Leonard vede Penny baciare un ragazzo davanti alla porta di casa, rimane distrutto pensando che lei l'abbia "rifiutato". I ragazzi lo convincono a chiedere a qualche collega di uscire, così ci prova con la collega scienziata Leslie Winkle che lo scarica. Mentre Leonard cade sempre più in depressione, al punto di pensare di comprare un gatto, Sheldon gli fa presente che non è stato effettivamente scaricato da Penny, visto che non le ha mai chiesto di uscire. Leonard è d'accordo e prontamente chiede a Penny di andare a cena fuori, ma lei interpreta il suo invito pensando di uscire con tutti i ragazzi. Leonard mantiene l'appuntamento e si inventa delle scuse per spiegare perché gli altri erano assenti. Penny dice a Leonard che l'uomo che aveva visto non è il suo ragazzo, ma lei ha l'abitudine di avere dei weekend di sesso occasionale per superare le relazioni andate male. Eccitato, Leonard inizia a essere più sicuro ma, dopo essersi accidentalmente fatto male, Penny lo riporta a casa. Alla fine Leonard non riesce a rivelarle i suoi veri sentimenti per lei, anche se lei lo sospetta.
- Guest star: Sara Gilbert (Leslie Winkle)

## L'effetto del pesce fluorescente
- Titolo originale: The Luminous Fish Effect
- Diretto da: Mark Cendrowski
- Scritto da: Chuck Lorre e Bill Prady (soggetto); David Litt e Lee Aronsohn (sceneggiatura)

### Trama
Sheldon viene licenziato dal suo lavoro di fisico all'università per aver insultato il suo nuovo capo, il dottor Gablehauser. Questo fatto lo getta in una spirale discendente di depressione a cui Leonard cerca di rimediare chiamando la madre di Sheldon, Mary. Quando arriva in visita, i ragazzi si rendono conto che è completamente l'opposto di quello che si aspettavano: una persona dolce, coi piedi per terra e una devota cristiana. Mary costringe il figlio a scusarsi e così Sheldon, dopo che sua madre flirta col dottor Gablehauser, riottiene il suo posto di lavoro: alla fine Sheldon chiede infantilmente alla madre: «Il Dr. Gablehauser sarà il mio nuovo papà?».
- Guest star: Laurie Metcalf (Mary Cooper), Mark Harelik (Dr. Gablehauser)

## Il postulato dell'hamburger
- Titolo originale: The Hamburger Postulate
- Diretto da: Andrew D. Weyman
- Scritto da: Jennifer Glickman (soggetto); Steven Molaro e David Goetsch (sceneggiatura)

### Trama
Mentre stanno mangiando alla Fabbrica del Cheesecake, il ristorante dove lavora Penny, i ragazzi si imbattono in Leslie Winkle, che chiede a Leonard se vuole suonare nel suo quartetto d'archi, avendo bisogno di un nuovo violoncellista. Più tardi, dopo aver provato a casa di Leonard, lui e Leslie vanno a letto insieme. Nel frattempo Sheldon è a disagio sul da farsi dopo aver scoperto che Leslie ha dormito con Leonard. Penny si congratula con Leonard, e lui cerca di capire cosa lei intenda. Alla fine Leonard decide di voler intraprendere una relazione con Leslie, ma lei gli risponde che non è interessata a un rapporto stabile, e che l'ha "usato" solo per soddisfare il suo desiderio sessuale.
- Guest star: Sara Gilbert (Leslie Winkle)

## Il paradigma della Terra di Mezzo
- Titolo originale: The Middle Earth Paradigm
- Diretto da: Mark Cendrowski
- Scritto da: David Goetsch (soggetto); Robert Cohen e David Litt (sceneggiatura)

### Trama
Penny invita i ragazzi alla sua festa di Halloween. Alla festa i ragazzi hanno qualche problema a socializzare; ad esempio Sheldon non riesce a spiegare che il suo costume rappresenti l'effetto Doppler, mentre Raj non riesce a parlare alle donne. Più tardi l'ex ragazzo di Penny, Kurt, arriva e affronta Leonard, costringendolo ad andarsene. La ragazza va da Leonard e si scusa; un po' ubriaca e al tempo stesso triste, bacia Leonard prima di tornare alla festa. Nel frattempo Howard perde di vista Raj, che torna a casa e finisce per andare a letto con una ragazza che ha incontrato alla festa.
- Guest star: Brian Patrick Wade (Kurt), Rachel Cannon (Patty)

## Il paradosso del raviolo a vapore
- Titolo originale: The Dumpling Paradox
- Diretto da: Mark Cendrowski
- Scritto da: Chuck Lorre e Bill Prady (soggetto); Lee Aronsohn e Jennifer Glickman (sceneggiatura)

### Trama
Un'amica promiscua di Penny, Christy, arriva in città e Howard ci prova con lei. Senza di lui, Penny prende il suo posto in una partita a Halo 3, causando grande disagio in Sheldon, perché la ragazza gioca benissimo. Intanto Howard invita Christy a vivere da lui (e sua madre) e questa relazione si prende così tutto il suo tempo. Sheldon è sconvolto per la mancanza di un quarto membro nel gruppo, e lo è ancor di più quando invita nuovamente Penny a giocare a Halo ma lei declina l'offerta per andare a ballare. Pensando che stiano cadendo a pezzi come gruppo, i ragazzi vanno a parlare con Howard e, quando arrivano a casa sua, sentono Christy litigare con la madre di Howard e poi andarsene. Quindi Howard, di nuovo solo, ritorna dai suoi amici a giocare a Halo.
- Guest star: Brooke D'Orsay (Christy), James Hong (Chen)

## L'esperimento del cocktail
- Titolo originale: The Grasshopper Experiment
- Diretto da: Ted Wass
- Scritto da: David Goetsch e Steven Molaro (soggetto); Robert Cohen e Lee Aronsohn (sceneggiatura)

### Trama
Raj presenta i suoi genitori (collegati via webcam) ai suoi amici, ma viene sopraffatto scoprendo che i genitori cercano di organizzare un appuntamento al buio con una sua amica d'infanzia, sapendo che non riesce a parlare con le donne. Nel frattempo Penny inizia a lavorare anche come barista per guadagnare qualcosa in più. Mentre prova a preparare dei cocktail, i ragazzi scoprono che dopo un paio di drink Raj riesce effettivamente a parlare con le donne, e tutti insieme decidono che l'appuntamento sarà al ristorante dove lavora Penny, così lei e gli altri potranno tenerlo d'occhio. Tuttavia il comportamento di Raj diventa man mano sgradevole, e alla fine la ragazza va via con Sheldon. Di ritorno dal ristorante Raj cerca di spiegare ai genitori quello che è successo e dà tutta la colpa a Sheldon, ma quando quest'ultimo fa notare che fosse ubriaco e maleducato, i genitori rivolgono tutta la loro rabbia sul figlio.
- Guest star: Sarayu Rao (Lalita), Brian George (Dr. Koothrappali), Alice Amter (Sig.ra Koothrappali)

## La polarizzazione di Cooper e Hofstadter
- Titolo originale: The Cooper-Hofstadter Polarization
- Diretto da: Joel Murray
- Scritto da: Bill Prady e Stephen Engel (soggetto), David Goetsch, Chuck Lorre e Lee Aronsohn (sceneggiatura)

### Trama
Leonard trova nel cestino una lettera nella quale c'è scritto che lui e Sheldon erano stati invitati a una conferenza di fisici per presentare alcune ricerche che avevano fatto insieme. Sheldon rifiuta di partecipare e allora Leonard risponde che parteciperà da solo. Tra i due si crea uno strappo che Penny cercherà di riparare, peggiorando però la situazione. Alla conferenza Sheldon appare tra il pubblico e litiga animatamente con Leonard. I due finiscono per arrivare alle mani mentre Howard riprende la scena col cellulare e carica il video su YouTube.

## La decadenza di Loobenfeld
- Titolo originale: The Loobenfeld Decay
- Diretto da: Mark Cendrowski
- Scritto da: Chuck Lorre (soggetto); Bill Prady e Lee Aronsohn (sceneggiatura)

### Trama
Penny ottiene una parte in un musical ma, sapendo quanto sia stonata, Leonard mente per evitare di andarla a vedere per non ferire i suoi sentimenti. Sheldon si preoccupa del fatto che la bugia dell'amico non possa reggere, quindi elabora una bugia ancora più intricata su un suo finto cugino tossicodipendente. Sheldon diventa così ossessionato dalla credibilità della sua bugia che convince un collega fisico, che ha studiato teatro al college, a interpretare il cugino, facendo abboccare Penny. Alla fine, Leonard deve comunque vedere la videocassetta con l'interpretazione di Penny.
- Guest star: DJ Qualls (Toby)

## L'anomalia della pastella per le frittelle
- Titolo originale: The Pancake Batter Anomaly
- Diretto da: Mark Cendrowski
- Scritto da: Lee Aronsohn e Chuck Lorre (soggetto); Bill Prady e Stephen Engel (sceneggiatura)

### Trama
Penny torna da una visita alla sua famiglia e racconta che molti dei suoi parenti si sono ammalati. Anche Sheldon si ammala e i suoi amici, conoscendo il suo comportamento da ammalato, se ne vanno a una maratona de Il pianeta delle scimmie. Intanto Sheldon va al ristorante dove lavora Penny ordinando della zuppa; Penny decide di uscire prima dal lavoro e di prendersi cura di lui. Tuttavia Leonard rompe gli occhiali e deve tornare a casa, ma Penny lo scopre e lo lascia da solo con Sheldon. Alla fine sia Leonard che Sheldon si ritrovano malati sul divano.

## La città replicata
- Titolo originale: The Jerusalem Duality
- Diretto da: Mark Cendrowski
- Scritto da: Stephen Engel e Jennifer Glickman (soggetto), Steven Molaro e David Goetsch (sceneggiatura)

### Trama
Sheldon è invidioso di un bambino prodigio nordcoreano appena arrivato al laboratorio e, perdendo fede nella sua ricerca, decide che il suo lavoro nella fisica è diventato inutile. A questo punto decide di puntare al Premio Nobel per la Pace per la risoluzione dei conflitti in Medio Oriente, ipotizzando la creazione di una replica esatta di Gerusalemme nel deserto messicano. Gli altri, stanchi del comportamento di Sheldon, decidono di distrarre il giovane facendolo pensare alle ragazze e, alla sua festa di benvenuto, egli se ne va con una sua coetanea. Sheldon riprende così la sua ricerca, mentre gli altri rimangono perplessi per come il ragazzino sia riuscito così facilmente a trovare una ragazza.
- Guest star: Mark Harelik (Dr. Gablehauser), Austin Lee (Dennis)

## La congettura della bat-biscottiera
- Titolo originale: The Bat Jar Conjecture
- Diretto da: Mark Cendrowski
- Scritto da: Stephen Engel e Jennifer Glickman (soggetto); Bill Prady e Robert Cohen (sceneggiatura)

### Trama
I ragazzi decidono di partecipare a un torneo di Fisica, ma Sheldon durante le prove si mette troppo in mostra e gli altri lo escludono dalla squadra. Indignato, decide di formare una propria squadra e di competere contro i propri amici. I ragazzi, avendo bisogno di un quarto membro, chiedono a Leslie Winkle di unirsi a loro; lei all'inizio rifiuta, ma poi accetta quando viene a sapere che sfiderà Sheldon, che spesso si è preso gioco delle sue ricerche. Al torneo, la squadra di Sheldon perde perché il ragazzo, per orgoglio, non accetta la risposta all'ultima domanda data dal bidello, suo compagno di squadra ed ex fisico nell'ex Unione Sovietica, che risulta essere corretta.
- Guest star: Mark Harelik (Dr. Gablehauser), Sara Gilbert (Leslie Winkle), Adam Gregor (Dmitri)

## La macchina del tempo
- Titolo originale: The Nerdvana Annihilation
- Diretto da: Mark Cendrowski
- Scritto da: Bill Prady (soggetto); Stephen Engel e Steven Molaro (sceneggiatura)

### Trama
Leonard acquista online una macchina del tempo, accessorio di scena del film L'uomo che visse nel futuro (The Time Machine). I ragazzi per spostarla in casa bloccano le scale, non riuscendo a far passare Penny, che così arriva tardi al lavoro; la ragazza si arrabbia particolarmente con Leonard, accusandolo di essere un ragazzino. Leonard allora decide di sbarazzarsi di tutti i suoi oggetti da collezione, mentre i suoi amici provano a dissuaderlo. Sheldon discute con Penny, sottolineando il suo amore per i peluche e la ragazza si scusa con Leonard il quale, scoprendo che lei ha un nuovo ragazzo, torna alla sua solita vita. Alla fine Sheldon, dopo aver avuto un incubo con i Morlock, decide di liberarsi della macchina del tempo.
- Guest star: Andrew Walker (Mike)

## Il fattore sorella gemella
- Titolo originale: The Pork Chop Indeterminacy
- Diretto da: Mark Cendrowski
- Scritto da: Chuck Lorre (soggetto); Bill Prady e Lee Aronsohn (sceneggiatura)

### Trama
I ragazzi, nell'ufficio di Sheldon, trovano una bella ragazza, che risulta poi essere sua sorella gemella, Missy. Dopo averla conosciuta, Raj decide di prendere parte a una terapia sperimentale per curare la sua timidezza di fronte alle donne, mentre Leonard invita Missy a dormire nel suo appartamento anziché in hotel. I ragazzi cercano di fare colpo su di lei ma Penny prenderà le sue difese; a quel punto Leonard prova a convincere Sheldon a essere protettivo nei confronti della sorella in quanto ha il suo stesso patrimonio genetico, ma quest'ultimo non ritiene i suoi tre amici adatti a uscire con lei. Dopo aver saputo di questo, Missy discute con Sheldon, il quale le lascia la libertà di uscire con chi vuole. Lei però rifiuterà Leonard e Howard, mentre sembrerebbe ben disposta nei confronti di Raj, il quale però non riesce a parlarle poiché l'effetto della terapia svanisce.
- Guest star: Courtney Henggeler (Missy Cooper)

## La reazione alle arachidi
- Titolo originale: The Peanut Reaction
- Diretto da: Mark Cendrowski
- Scritto da: Lee Aronsohn e Bill Prady (soggetto), David Goetsch e Steven Molaro (sceneggiatura)

### Trama
Durante una cena al ristorante dove lavora Penny, lei scopre che Leonard non ha mai avuto una festa di compleanno. La ragazza decide di organizzare una festa a sorpresa, costringendo Sheldon a darle una mano. Quando arriva il grande giorno, Penny scopre che Sheldon non ha ancora comprato un regalo quindi decide di accompagnarlo a comprarne uno. Nel mentre Howard, che ha il compito di distrarre Leonard, fa finta di mangiare una barretta di arachidi, a cui è allergico, e Leonard lo porta al pronto soccorso. Tuttavia Howard dovrà tenerlo distratto ancora di più, al punto di mangiare veramente la barretta; dopo diverse ore in ospedale, i due tornano a casa per scoprire che la festa è già finita e a Leonard non resta che sedersi sul divano con Penny a guardare il filmato della festa realizzato da lei col cellulare. Alla fine, la ragazza lo abbraccia e lo bacia.
- Guest star: Vernee Watson (Althea), Judith Moreland (Jan)

## Il fattore mandarino
- Titolo originale: The Tangerine Factor
- Diretto da: Mark Cendrowski
- Scritto da: Chuck Lorre e Bill Prady (soggetto); Steven Molaro e Lee Aronsohn (sceneggiatura)

### Trama
Penny rompe con il suo fidanzato dopo che lui aveva scritto i dettagli della loro vita sessuale sul suo blog. Intanto Sheldon chiede a Howard di insegnargli il cinese mandarino, convinto che il ristorante cinese lì vicino prepari il pollo al mandarino con le arance. Leonard trova finalmente il coraggio per chiedere a Penny di uscire con lui e lei accetta; entrambi però sono preoccupati che questo appuntamento possa rovinare la loro amicizia e chiedono un parere a Sheldon il quale, con un paradosso (il gatto di Schrödinger), spiega che potenzialmente l'appuntamento può andare sia bene che male e, finché non escono, non possono sapere prima come andrà. Quando Leonard passa a prendere Penny, lui la bacia appassionatamente, facendole capire che "il gatto è vivo" e vanno verso il ristorante cinese, per poi andarsene subito vedendo Sheldon che, col suo cinese maccheronico, si lamenta col proprietario.
- Guest star: James Hong (Chen)